# Macrocheira
Macrocheira is een monotypisch geslacht van krabben uit de familie van de Majidae.

## Soort
- Macrocheira kaempferi Temminck, 1852 (Japanse reuzenkrab)